# Senja (gmina)
Senja – gmina w okręgu Troms w Norwegii. Zajmuje powierzchnię 1861 km². W 2023 roku zamieszkana przez 14 851 osób. Obszar gminy obejmuje wyspę Senja oraz półwysep pomiędzy cieśniną Gisundet, fiordem Malangen i Målselvfjorden.
Gmina powstała 1 stycznia 2020 roku z połączenia dotychczasowych gmin Berg, Torsken, Lenvik i Tranøy.